# Колегіальний костел Пресвятої Діви Марії

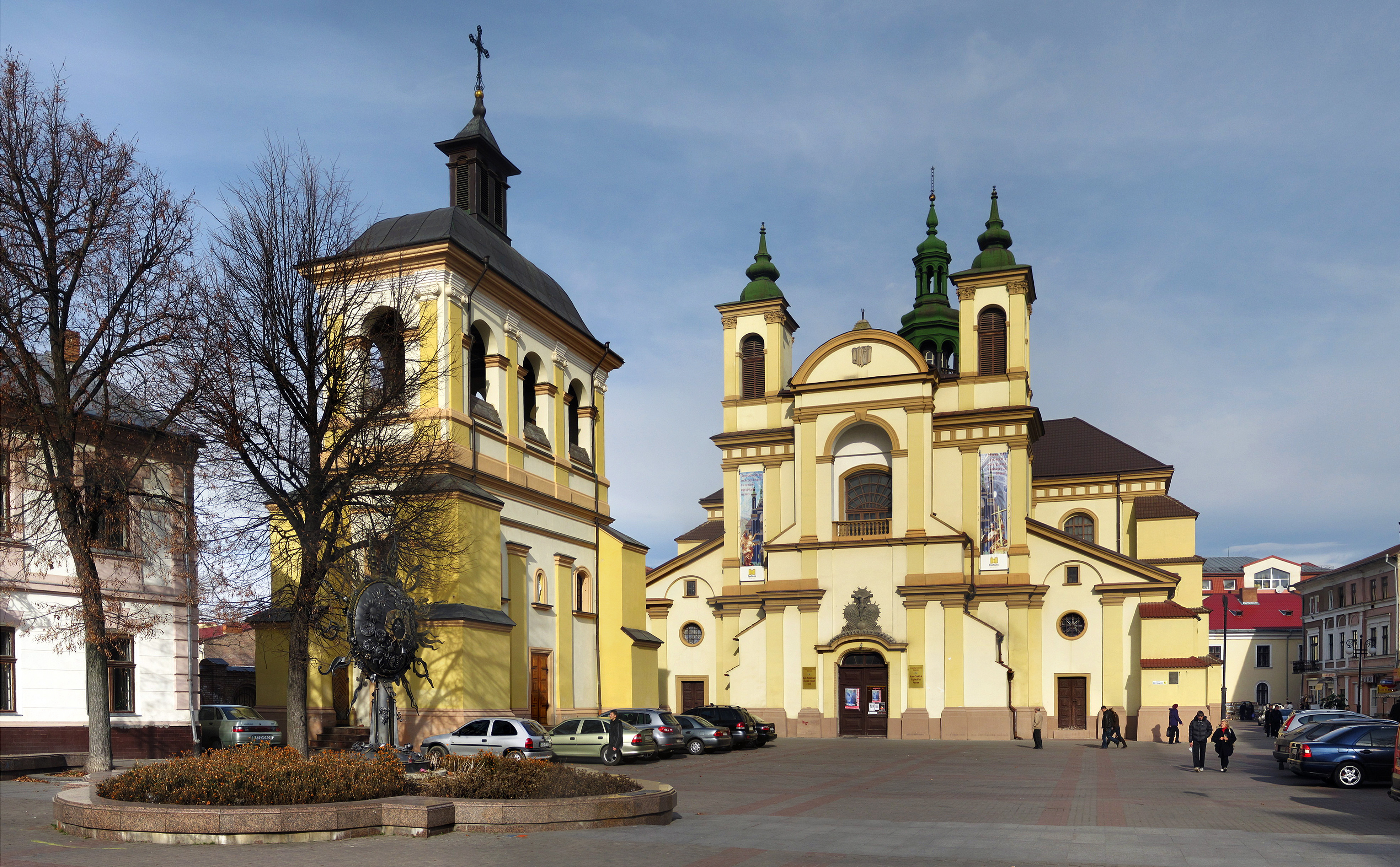
Костел Непорочного Зачаття Пресвятої Діви Марії, 2010 р.

Колегіальний фарний костел Пресвятої Діви Марії — найдавніша споруда міста Івано-Франківська (нині Україна).

## З історії храму

### Дерев'яний костел
Точна дата зведення костелу невідома. Засновник міста Андрій Потоцький розпочав зводити фортечні мури довкола міста, одночасно взявся за спорудження римо-католицького парафіяльного костелу. Йому допомагав старий приятель — пастор і капелан Войцех Бялачевський. Дерев'яна святиня постала досить швидко. Мабуть, на час надання місту Магдебурзького права уже існував зародок парафії, адже з 1662 року збереглася метрика хрещення сина галицького віце-старости Єжи (Юрія) Потоцького. Новозбудований костел носив ім'я Пресвятої Діви Марії, святого Андрія і святого Станіслава (єпископа краківського і мученика, патрона Станіслава «Ревери», батька Анджея), а також святої Анни (патронеси дружини Анни з роду Рисінських).
14 червня 1669 р. Анджей Потоцький добився піднесення дерев'яного костелу до рангу колегіати. Церемонію провів львівський архієпископ Римо-католицької церкви Ян Тарновський. Капітул колегіати складався з прелатів, каноніків і вікаріїв.
При колегіаті фундатор відкрив публічну школу — колегіум, або так звану «Колонію університету Ягеллонського»,— філію Ягеллонського університету (Краків). Тут діяла навчальна програма зразка західноєвропейських шкіл такого типу.
Фундаторами єзуїтського колегіуму, зокрема, були Юзеф та Вікторія Потоцькі, Гелена з Куропатвів Белжецька — дружина Адама Белжецького.

### Зведення мурованого костелу

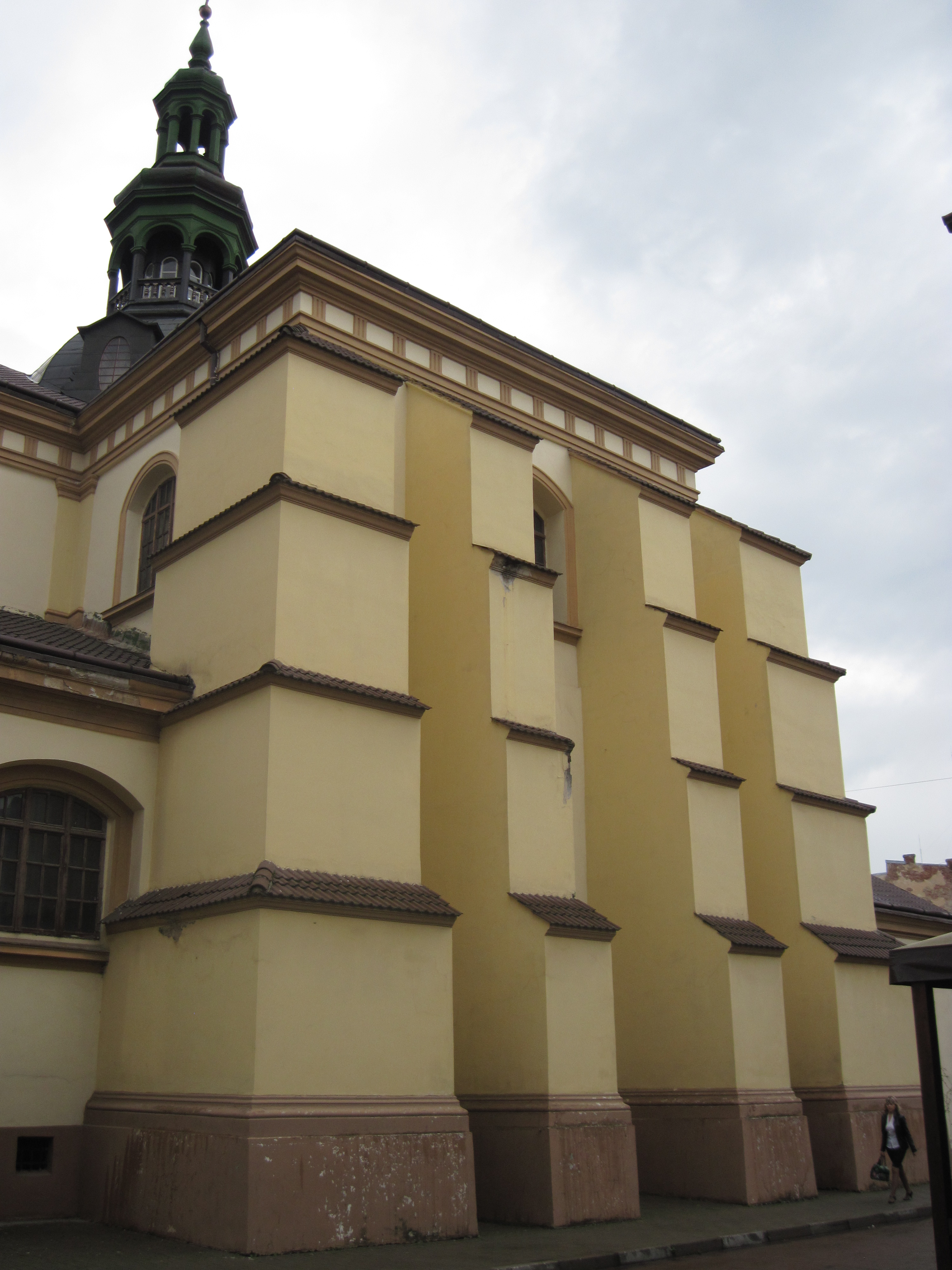
Контрофорси колегіати Франківська

У 1672 році розпочалося спорудження мурованого костелу за проектом і керівництвом французьких архітекторів Франсуа Корассіні та Кароля Бенуа. 14 січня 1677 року сейм прийняв ухвалу стосовно фундації колегіального костелу Станиславова.
В основному будову колегіати завершено у 1703 році. Постала барокова споруда у формі тринавної базиліки з трансептом у стилі бароко з елементами ренесансу. Фасад був прикрашений дорійськими і коринфськими колонами, вивершений бордовим фронтоном, увінчаний трьома вежами. Головний вівтар і два бічні св. Йосипа і св. Вінцента були різьблені з мармуру. В останньому зберігали мощі («реліквії») цього святого, які Станіслав Потоцький у 1680 р. отримав у Римі від Папи Інокентія XI. На бічних внутрішніх стінах знаходився герб Потоцьких. Освячення колегіати здійснив латинський архієпископ львівський Константій Зелінський (А. Потоцький, його старший син Станіслав не дожили до цього дня).
Сейм у Галичі 1718 року ухвалив податок на оздоблення храму. Цього року школа перейшла від капітули під опіку єзуїтів, а через 4 роки отримала статус колегії, в якій протягом півроку навчались 400 учнів.

### Розширення та оздоблення костелу
Будівництво костелу закінчили у 1729 р. У 1737 р. Юзеф Потоцький наказав розпочати роботи з розширення костелу, збільшив фундуш для храму. Було встановлено бокові барокові вівтарі (їх кількість була доведена до 12), виконано декоративну ліпнину. У другій половині XVIII століття колегіату прикрасили барокові скульптури Матвія Полейовського. У XIX столітті будівля отримала контрфорси. На висоті другого поверху, перед контрфорсами, можна побачити герб Потоцьких.
У 1751 році в костелі відбувся помпезний похорон Юзефа Потоцького (молодшого сина засновника міста Анджея Потоцького), який керував містом після смерті батька. Так, колегіата була не лише сакральною спорудою, а й сімейною усипальницею Потоцьких. Вхід у крипту із захороненнями розташовувався перед вівтарною частиною. Як було досліджено, у підземеллях костелу є три крипти — центральна, західна та східна. Потоцьких ховали у центральній.
Протягом 1782–1799 років австрійська влада поступово понизила статус станіславівської святині до рівня парафіяльного костелу, проте її і далі називали колегіатою.
12 вересня 1863 р. до 200-річчя облоги Відня турками і загибелі Станіслава Потоцького з обох боків вхідних дверей колегіати встановили дві пам'ятні таблиці— польською та українською мовами (у 1933 р. відновили лише польську таблицю, а українську — знищили).
У другій половині XIX століття внутрішнє оздоблення храму понищилось із плином часу і потребувало відновлення. На прохання тодішнього пастора Красовського у 1877 р. виконав новий розпис костелу Еразм-Рудольф Фабіянський. Проте вже у 1882 році через пожежу згорів дах костелу, головна вежа і свіжо розписане склепіння. У 1892 році відбувся ґрунтовний ремонт храму і усе було відреставровано.
З тих часів при костелі працювала музична школа, де вчили церковному співу. Колись на хорах над головним входом колись був орган, який вперше зазвучав у 1900 році. Але орган був втрачений у післявоєнний час.

### Післявоєнний час
Вся історія храму від його утворення тісно пов'язана з польською громадою міста. Після закінчення Другої світової війни поляки почали поступово покидати місто. Вони таємно вивозили з костелу різні коштовності та клейноди. Парафіяни доклали немалих зусиль, щоб урятувати бодай якусь частину цінного внутрішнього оздоблення костелу. Але в часи радянської влади багато що було втрачено й понищено у зв'язку з використанням костелу в господарських цілях. Храм охоронявся як пам'ятка архітектури Української РСР (№ 230).
Дзвіниця поруч із костелом була зведена у 1744 році, на ній встановили дзвін вагою більше 2 тонн. У 1963 році дзвіницю зруйнувала радянська влада. Лише у 2000 році дзвіницю відбудували за старими фотографіями і кресленнями.

### Парафіяльне життя храму
Спочатку парафія Станиславова належала до Устенського (Галицького) деканату, а 1787 року стала осередком однойменного деканату. У 10—20-х роках XIX ст. її чисельність становила лише 2 тисячі вірних, а 1885 року за пароха о. Йоана Красовського вона налічувала майже десять тисяч парафіян, котрі проживали у місті і кількох передмістях, а також у селах Крихівці (згадка у 1441 р.), Майдан (відоме з XVIII ст.), Павелче (з 1946 р. — Павлівка, XVIII ст.), Пациків (нині — Підлісся), Рибне, Угринів Верхній і Нижній, які нині утворюють відомий з 1440 р. Угринів, Хом'яків (нині — Березівка), Хриплин (1438 р.), Черніїв (1404 р.), Ямниця (1444 р.). Принаймні з 1903 року три десятиліття від 15 до 20 тисяч парафіян обслуговував парох о. Йосип Пяскевич, після смерті якого два роки працював парохом майбутній архієпископ Євгеній Базяк. З 1935 року колегіатою опікувався о. Станіслав Колихановський, котрого у 1937 р. замінив о. Казимир Більчевський — племінник св. архієпископа Більчевського. Парафія мала також інші святині, зокрема цвинтарні у селах Угринів (XIX ст.) і Павелче (XX ст.), у передмісті Княгинин та костел Христа Царя.
Дерев'яну каплицю у Княгинині у 1911–1913 рр. замінив мурований храм св. Йосипа, який 1926 року став святинею новоствореної парафії, що виділилась із станіславівської, приєднавши до себе як колишні «колегіатські» села Опришівці, Хриплин, Черніїв, так і нові — Микитинці, Підлужжя і Угорники (згадка у 1458 р.). Парафію, яка налічувала 4 тисячі вірних, обслуговували отці-салетини. До речі, ще з XVIII ст. відомо про інший костел св. Йосипа — дерев'яну святиню, споруджену Йосипом Потоцьким на тисменецькому передмісті Станиславова.
У грудні 1939 року планувалось створення Станиславівської дієцезії, і колегіата мала стати кафедральним собором. Після Другої світової війни парафіяни та священики (оо. Більчевський, Бохенек і Ференсович), змушені були виїхати до Польщі, храм закрили. У 1965 р. будівлю колегіати передали під музей Інституту нафти і газу, а 18 травня 1980 р. після ремонту у костелі відкрили Художній музей. У 80–90-і роки громада вірних домагалася повернення цього костелу, проте отримала інший. У Польщі досі зберігається значна частина вивезеного у сорокові роки майна колегіати, зокрема у вроцлавському костелі св. Маврикія перебуває ікона Матері Божої Неустанної Допомоги з бічного вівтаря колегіати.

## Івано-Франківський обласний художній музей
Нині колегіальний костел Пресвятої Діви Марії — єдина культова споруда в місті, яка використовується не за призначенням. У 1965 році тут розмістили геологічний музей. Проведене у зв'язку з цим переоблаштування приміщення не сприяло збереженню унікальної пам'ятки. Повторна реставрація відбулася у 1980 році, відколи в костелі розміщується Івано-Франківський художній музей. У ньому експонуються унікальні зразки образотворчого, народного та сакрального мистецтва краю.

## Світлини

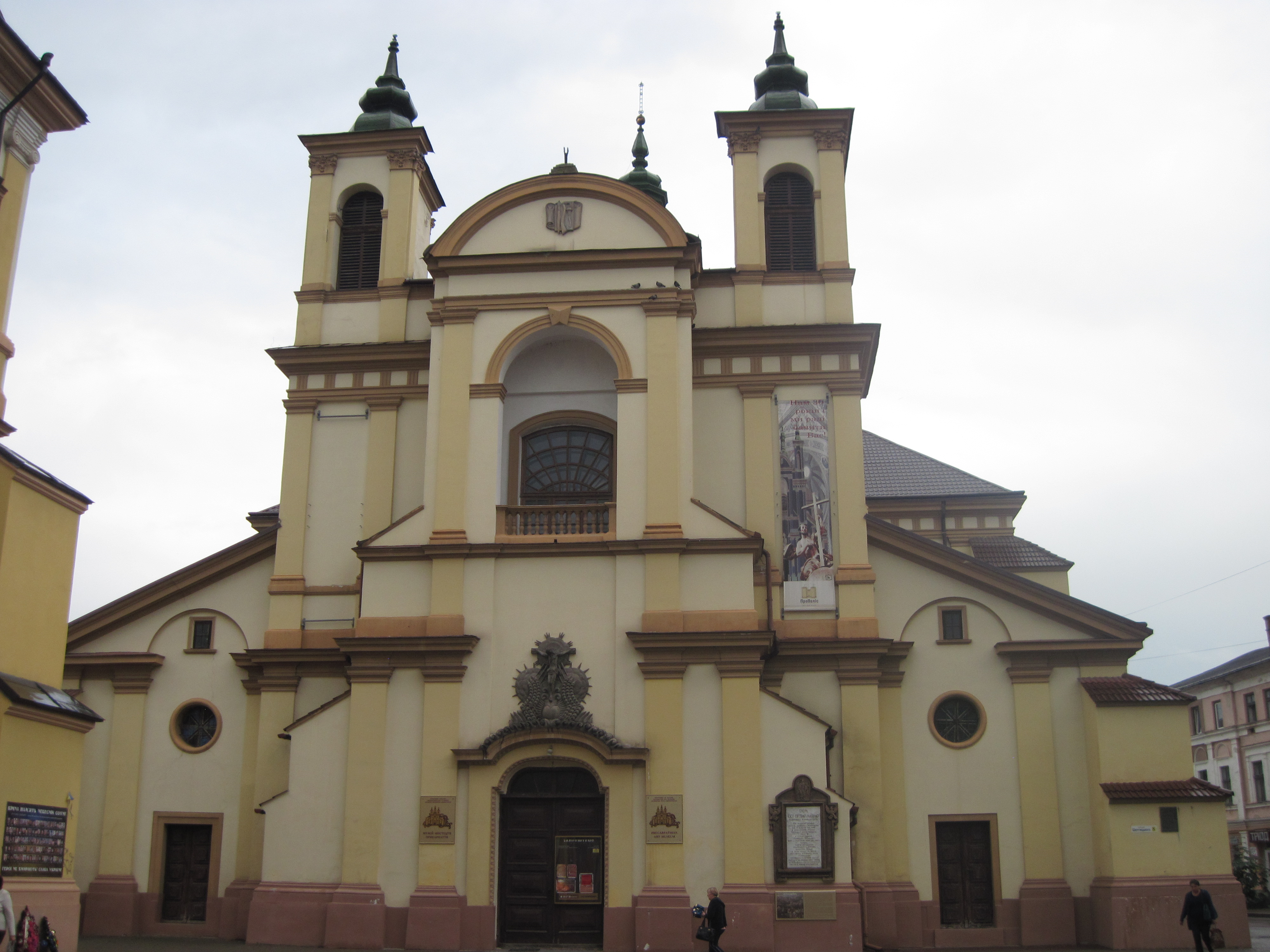
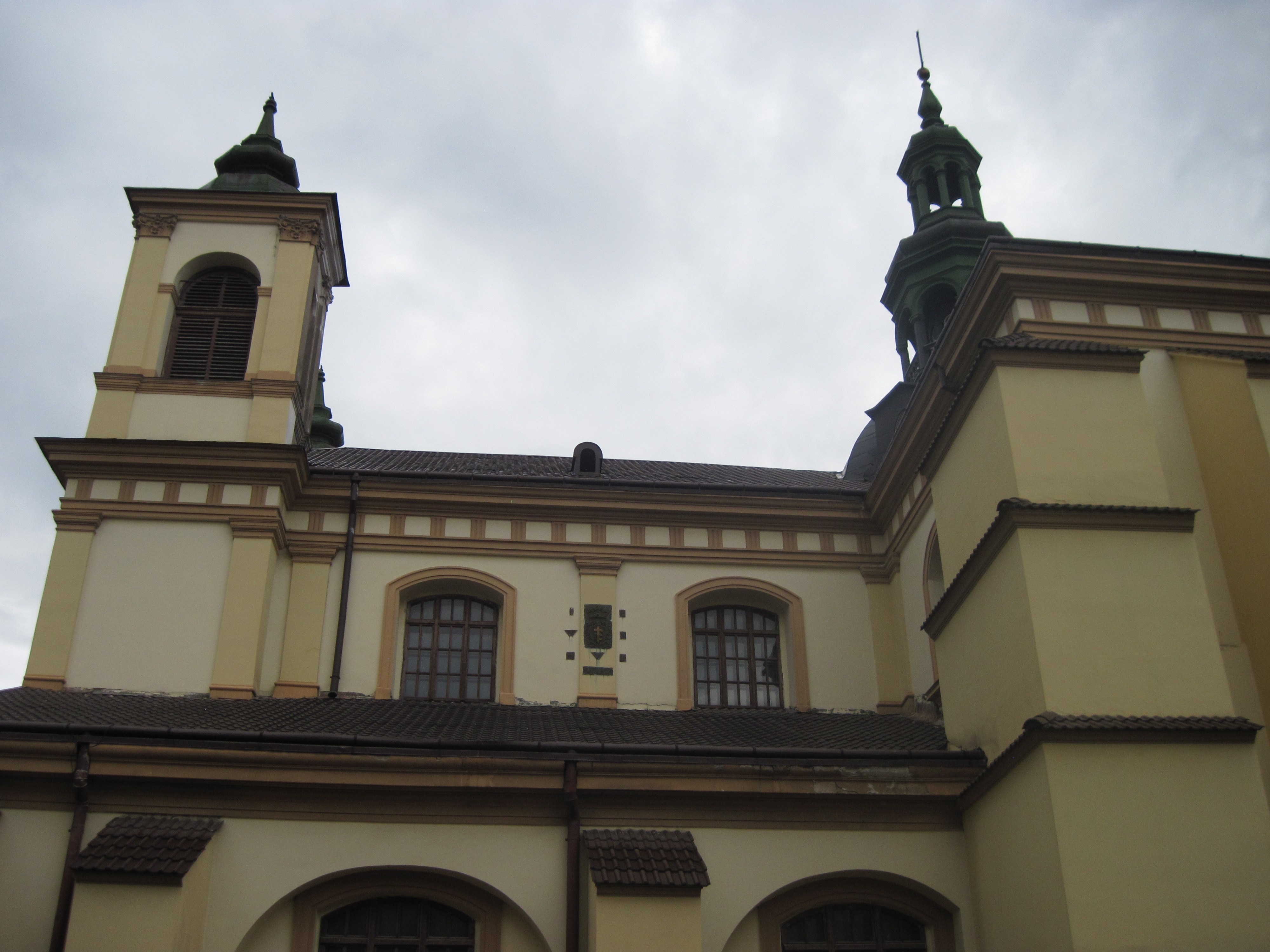
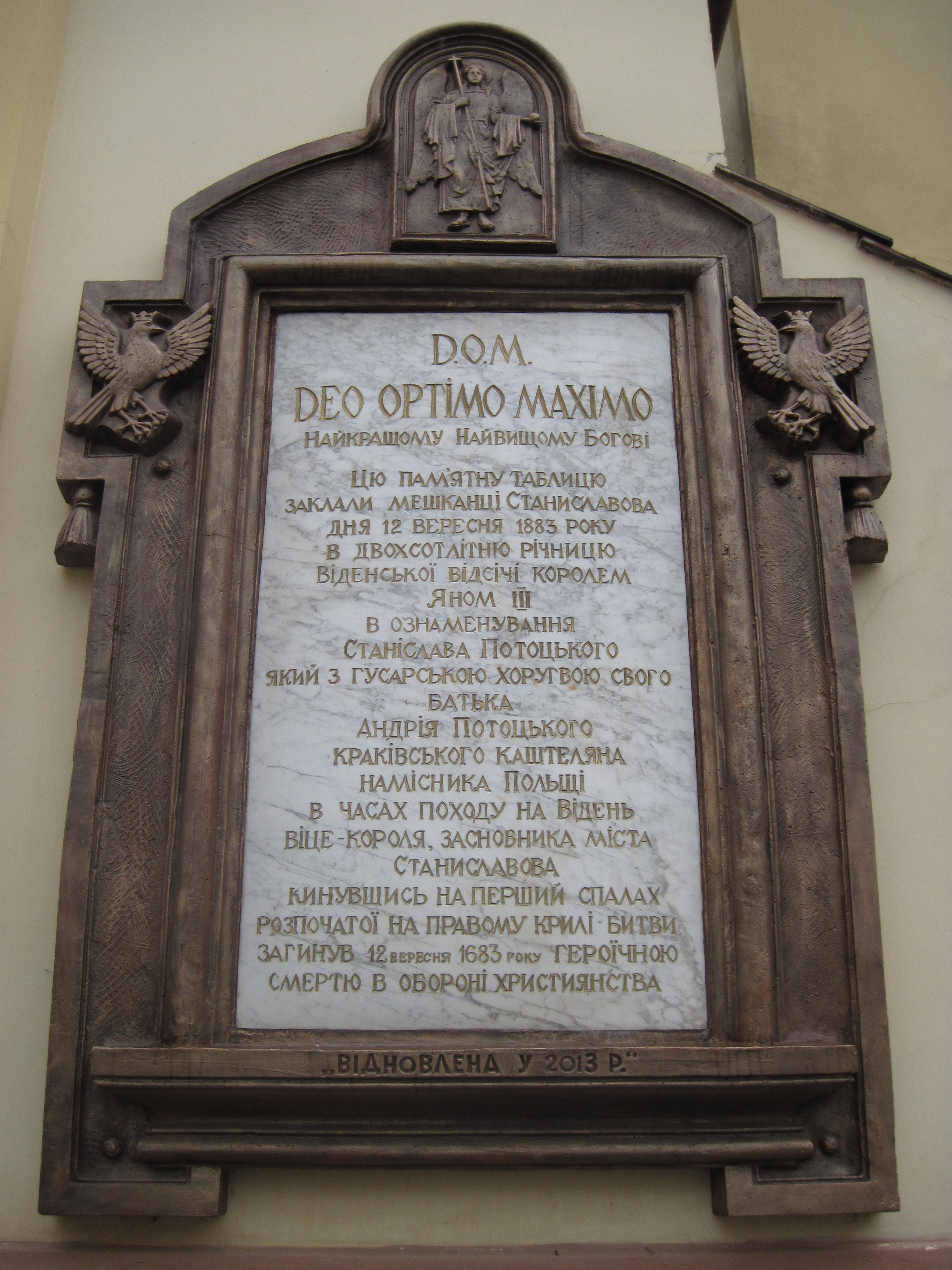
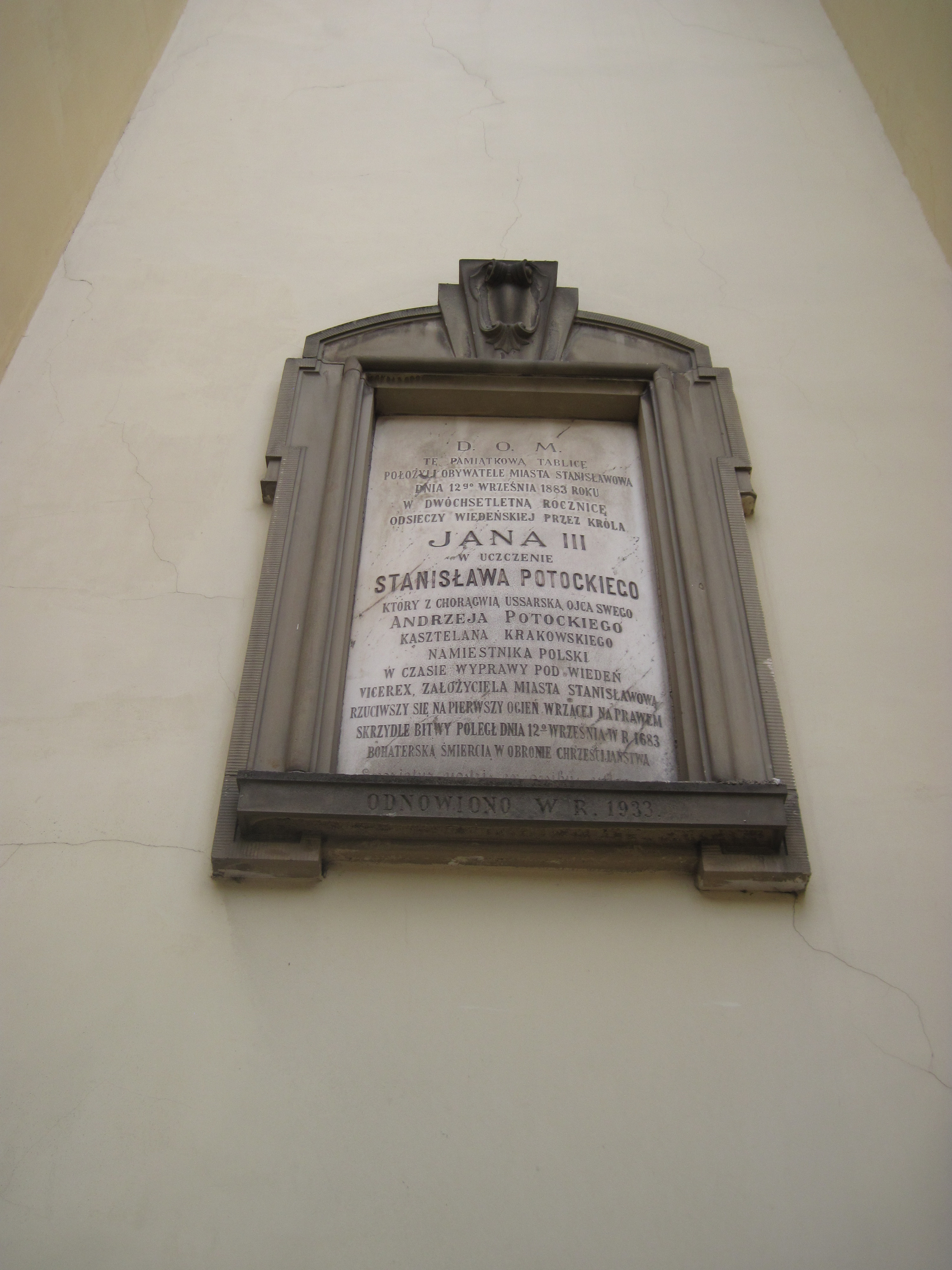
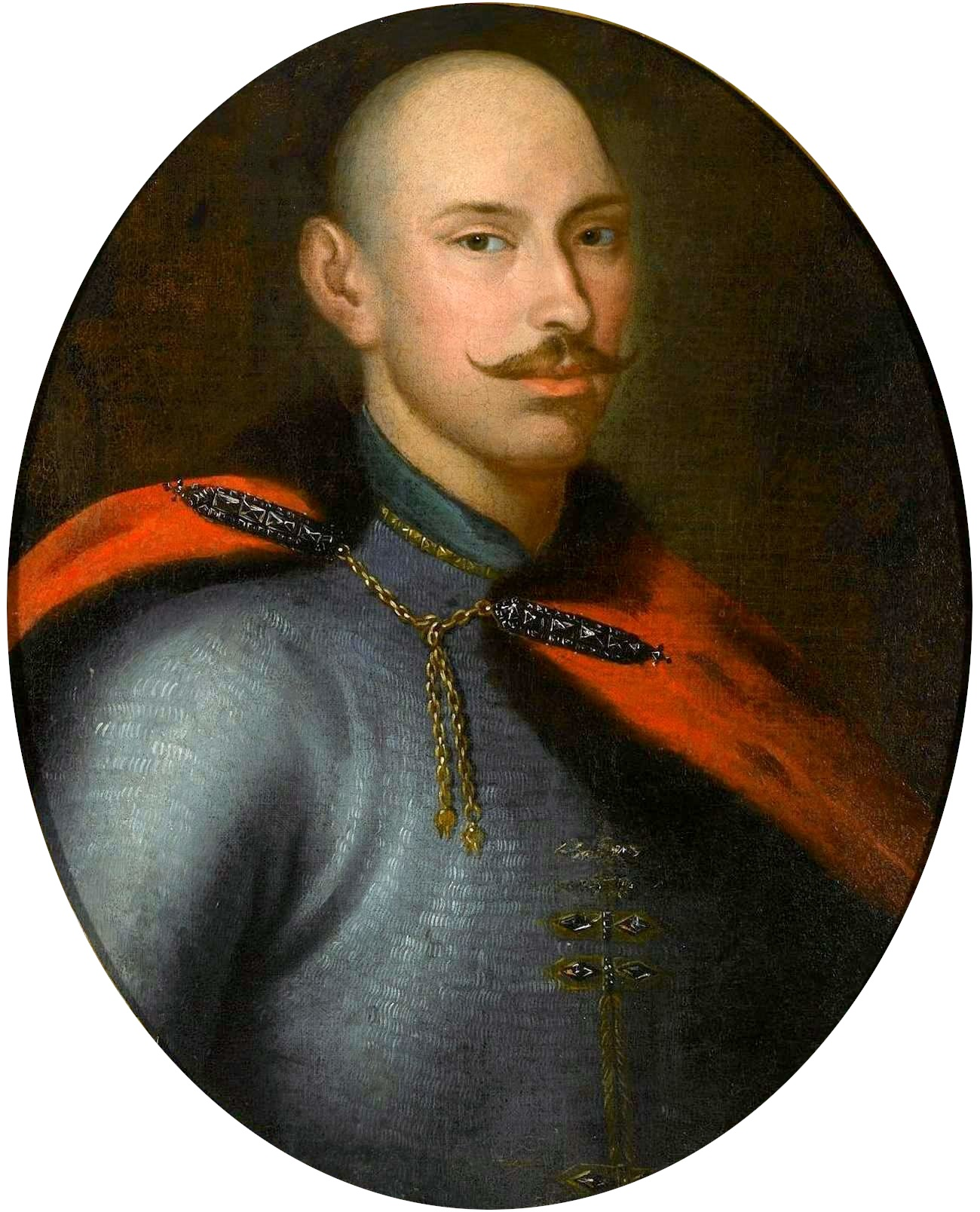
Анджей Потоцький
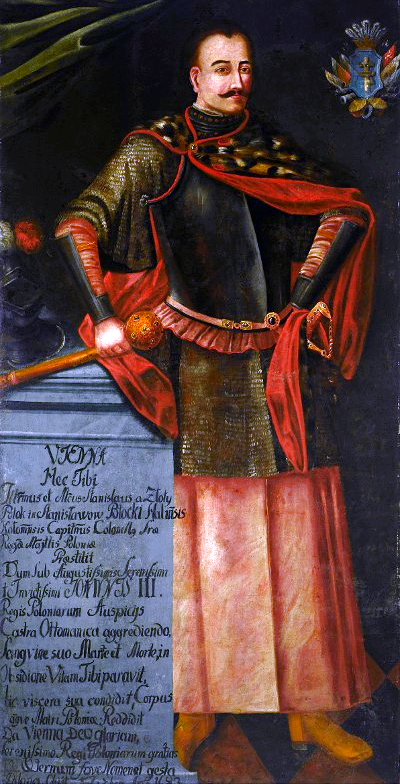
Станіслав Потоцький
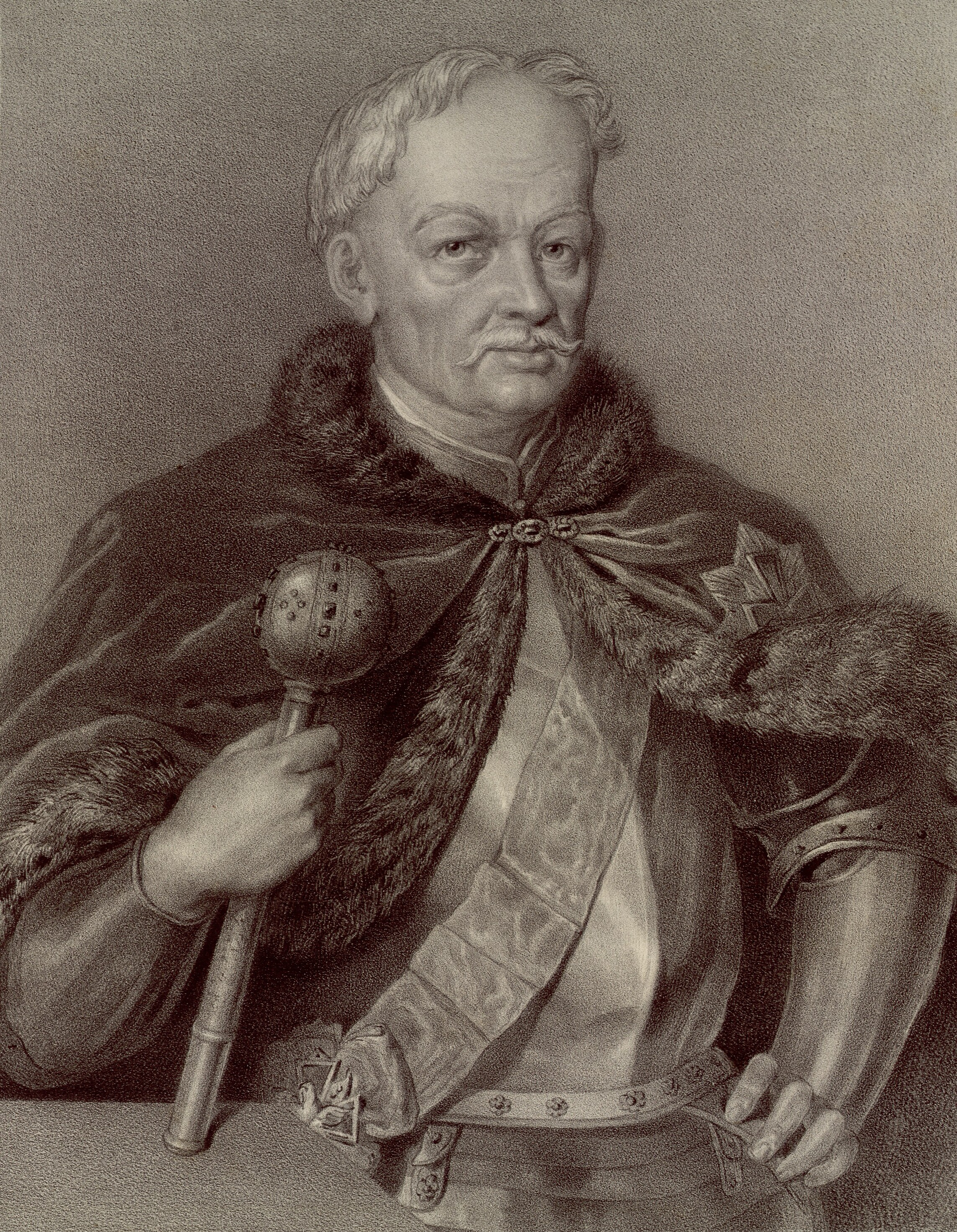
Юзеф Потоцький